# Liste des chevaliers de l'ordre habsbourgeois de la Toison d'or

Le collier de l’ordre de la Toison d’or

L'ordre de la Toison d'or est un ordre de chevalerie séculier fondé en janvier 1430 par Philippe le Bon à Bruges lors des festivités données à l'occasion de son mariage avec sa troisième épouse, Isabelle de Portugal (1397-1471), fille de Jean Ier de Portugal.
L'ordre habsbourgeois de la Toison d'or prend la suite de l'ordre bourguignon de la Toison d'or en 1478.

## Sous MaximilienIerde Habsbourg

### Treizième chapitre (Bruges, 1478)
1. Maximilien Ier de Habsbourg (1459-1519), archiduc d'Autriche, empereur ;
2. Guillaume (1412-1483), seigneur d'Egmont et d'IJsselstein, stathouder de Gueldre ;
3. Wolfert VI van Borssele (vers 1430-1487), comte de Grandpré, seigneur de Veere et de Flessingue, seigneur de Amstelveen et Nieuwer-Amstel, comte de Buchan, amiral des Pays-Bas bourguignons, maréchal de France, stathouder de Hollande et Zélande ;
  - Fils aîné de Henri II de Borssele (no 45).
4. Josse (vers 1437-1483), « baron » de Lalaing, seigneur de Montigny, de Santes, de Bracle et de Salardinghe, amiral des Pays-Bas bourguignons, stathouder de Hollande et Zélande ;
  - Fils de Simon VIII de Lalaing (no 27).
5. Jacques Ier de Luxembourg[1] (vers 1443-1517), seigneur de Fiennes et de de Gavre ;
  - Petit-fils de Pierre Ier de Luxembourg (no 11).
6. Philippe de Bourgogne[2] (d.1498), seigneur de Beveren, comte de La Roche (1464), seigneur de Veere et de Flessingue (1486), amiral des Pays-Bas
  - Fils d'Antoine bâtard de Bourgogne (no 56), gendre de Wolfert VI van Borselen (no 82).
7. Pierre II de Luxembourg (vers 1440-1483), comte de Saint-Pol, de Soissons, de Brienne et de Marle.
  - Petit-fils de Pierre Ier de Luxembourg (no 11).
8. Jacques de Savoie (d.1486), comte de Romont.
9. Bertram († 1493), seigneur de Liechtenstein

### Quatorzième chapitre (Bois-le-Duc, mai 1481)
1. Philippe de Habsbourg (1479-1506), archiduc d'Autriche, duc de Bourgogne, roi de Castille ;
2. Jean III (vers 1435-1491), baron de Ligne[3],[4] ;
3. Pierre (nl) de Hennin (1433-1490), seigneur de Boussu ;
4. Baudouin II (nl) de Lannoy (vers 1436-1501), seigneur de Molembaix, de Solre, et de Tourcoing ;
5. Guillaume de La Baume († 1490), seigneur d'Irlain (Illens), du Mont-Saint-Sorlin et de Marboz ;
6. Jean III de Glymes (1452-1531), seigneur de Berghes ;
7. Martin († 1498), seigneur de Polheim ;
  - Gendre de Wolfert VI van Borselen (no 82).
8. Claude († 1503-1504), seigneur de Toulongeon, de La Bastie, de La Châtelier en Champagne et de Traves.
  - Petit-fils d'Antoine de Toulongeon (no 10).

## Sous PhilippeIerde Castille
Philippe de Habsbourg, dit « le Beau » (1478-1506), archiduc d'Autriche, duc titulaire de Bourgogne (Philippe IV) (1482-1506), roi de Castille et León (Philippe Ier) (1504-1506), deuxième chef et souverain de la maison de Habsbourg.

### Quinzième chapitre (Malines, 1491)
- 97. Frédéric III de Habsbourg (1415-1493), empereur germanique.
- 98. Henri VII (1457-1509), roi d'Angleterre.
- 99. Albert III (1443-1500), duc de Saxe, margrave de Misnie.
- 100. Henri III (nl) de Witthem (vers 1440-1515), seigneur de Beersel, baron de Boutersem.
- 101. Pierre de Lannoy[5] (vers 1445-1510), seigneur de Fresnoy, conseiller et chambellan de l'empereur Maximilien, grand bailli d'Alost (1491), fils de Guilbert de Lannoy (no 13).
- 102. Eberhard V (1445-1496), comte de Wurtemberg-comte d'Urach, puis duc de Wurtemberg.
- 103. Claude de Neufchâtel[6] (d. 1505), seigneur de Fay, fils de Thiébaut IX de Neufchâtel (no 61).
- 104. Jean III d'Egmont (vers 1439-1516), Comte d'Egmont, seigneur de Baer.
- 105. Christophe Ier (1453-1527), margrave de Bade et Hochberg.
- 106. Johann V (1460-1513), seigneur de Kruiningen et de Palmele, « Burggraf » de Seeland.
- 107. Charles Ier de Croÿ (1455-1527), 1er prince de Chimay, fils de Philippe Ier de Croÿ, comte de Chimay (no 76).
- 108. Guillaume de Croÿ (1458-1521), seigneur duc de Soria, marquis d'Aerschot, comte de Beaumont, seigneur de Chièvres, petit-fils de Antoine Ier de Croÿ (no 16).
- 109. Hugues de Melun[7] (vers 1454-1524), vicomte de Gand, seigneur de Hendine, de Caumont et de Rosny, conseiller et chambellan de Charles Quint, gouverneur d'Arras, petit-fils de Jean IV de Melun (no 29).
- 110. Jacques II de Luxembourg[8] (d. 1532), seigneur de Fiennes, d'Armentières, de Sotenghien, de Gavre, chevalier de l'ordre de Saint-Michel, fils de Jacques I de Luxembourg (no 84).

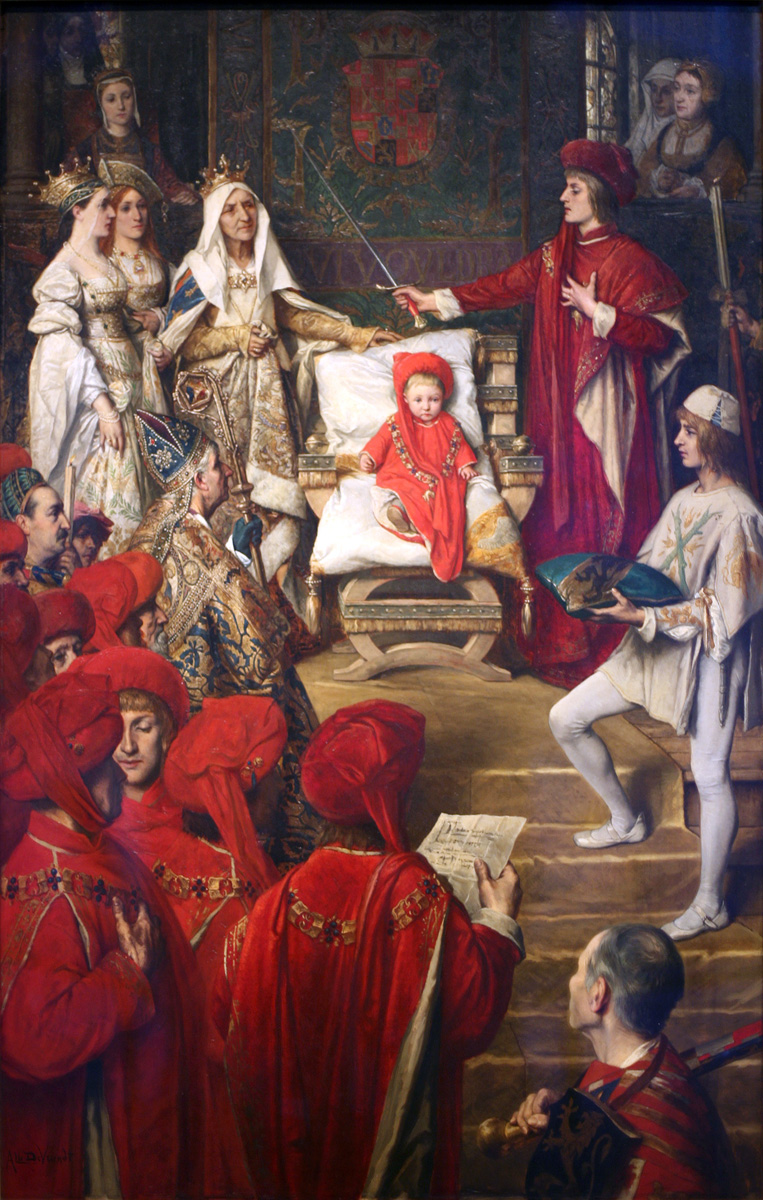
Bruxelles, 1501 : Philippe Ier le Beau, conférant à son fils Charles de Habsbourg le titre de chevalier de l'ordre de la Toison d'or, Albrecht De Vriendt (1843-1900), 1880.

### Seizième chapitre (Bruxelles, 1501)
- 111. Charles « de Gand » (1500-1558), comte de Charolais, archiduc d'Autriche, duc titulaire de Bourgogne, futur Charles Quint.
- 112. Wolfgang (de) (1458-1512), seigneur de Polheim.
- 113. Eitelfried II (1458-1512), comte de Zollern.
- 114. « Cornelis van Bergen » (en français : « Corneille de Glymes ») (1458-1516), seigneur de Zevenbergen.
- 115. Philippe bâtard de Bourgogne (1466-1542), amiral de Flandre (1498-1517), gouverneur de Gueldres et Courtrai, évêque d'Utrecht (1517-1524).
- 116. Michel de Croÿ, dit « à la longue barbe »[9],[10],[11] (d. 1516), seigneur de Sempy, fils de Jean II de Croÿ (no 23).
- 117. Jean de Luxembourg (d. 1508), seigneur de Ville, frère de Jacques III de Luxembourg (no 110).
- 118. Philibert II (1480-1504), prince de Piémont, duc de Savoie.

### Dix-septième chapitre (Middelburg, 1505)
- 119. Henri VIII (1491-1546), prince de Galles, puis roi d'Angleterre, seigneur d'Irlande.
- 120. Paul (de) (1460-1513), seigneur de Liechtenstein-Kastelkorn
- 121. Charles Ier (1466-1525), 1er comte de Lalaing.
- 122. Wolfgang[12],[13] (1465-1509), comte de Füstenberg.
- 123. Juan Manuel de Villena de la Vega (es) (d. 1535), 2e seigneur de Belmonte, ambassadeur des Cortès de Castille.
- 124. « Floris » ou Florent d'Egmont (1469-1539), comte de Buren et Leerdam
- 125. Jacques III (d. 1530), comte de Hornes.
- 126. Henri III (d. 1538), comte de Nassau et Vianden.
- 127. Ferry (nl) de Croÿ[14] (d. 1524), seigneur du Rœulx, petit-fils d'Antoine Ier de Croÿ.
- 128. Philibert de Vere (ou Véré ou encore Verrey) dit la Mouche[15],[16] (d. 1512), seigneur de Mont-Saint-Vincent.

## Sous Charles Quint
Charles de Habsbourg (1500-1558), archiduc d'Autriche, duc de Luxembourg, duc titulaire de Bourgogne (Charles II), roi des Espagnes (Charles Ier) puis roi de Germanie, puis empereur germanique (Charles V, dit « Charles Quint »), troisième chef et souverain de la maison de Habsbourg.

### Dix-huitième chapitre (Bruxelles, janvier 1516)
- 129. François Ier (1494-1547), roi de France.
- 130. Ferdinand Ier (1503-1564), archiduc d'Autriche et prince des Espagnes, puis roi de Bohême et de Hongrie (1526), puis aussi roi de Germanie (1531), puis empereur germanique, frère de Charles-Quint.
- 131. Frédéric II de Wittelsbach (1482-1556), électeur palatin du Rhin, duc de Bavière.
- 132. Jean V (de) (1493-1525), margrave de Brandebourg-Ansbach, vice-roi de Valence (de).
- 133. Guy de La Baume (d. 1516), comte de Montrevel, frère de Guillaume de La Baume[17] (no 93).
- 134. Hoyer VI (de) (1484-1540), comte de Mansfeld.
- 135. Laurent Ier de Gorrevod (d. 1527), comte de Pont-de-Vaux.
- 136. Philippe II de Croÿ (1496-1549), marquis puis 1er duc d'Aerschot, neveu de Guillaume II de Croÿ (no 108).
- 137. Jacques « Pinchart » de Gavre[18],[19],[20],[21],[22] (d. 1537), seigneur de Fresin et d'Ollignies, chambellan de Charles Quint, grand bailli de Hainaut.
- 138. Antoine (nl) de Croÿ[23],[24] (1460-1546), seigneur de Tour-sur-Marne et Sempy, fils de Philippe Ier de Croÿ (1434-1482), 2e comte de Chimay (no 76).
- 139. Antoine de Lalaing (vers 1480-1540), seigneur de Montigny puis comte de Hoogstraten.
- 140. Charles Ier de Lannoy (1482-1527), seigneur de Senzeille, 1er prince de Sulmona et comte d'Asti.
- 141. Adolphe de Bourgogne[25] (d. 1540), seigneur de Beveren, comte de La Roche, marquis de Veere et de Flessingue, amiral des Pays-Bas, fils de Philippe de Bourgogne, seigneur de Beveren (no 85).
- 142. Philibert de Châlon (1502-1530), prince d'Orange, seigneur de Arlay et de Nozeroy.
- 143. Félix (mort en 1530), comte de Werdenberg.

#### Bref pontifical de 1517
Considérant les nombreuses terres entrées dans la domination du chef et souverain, le chapitre propose de passer le numérus de 31 à 51 chevaliers. Comme le nombre de chevaliers est fixé par un article non modifiable des statuts, le chapitre demande au Pape la permission de passer outre cette interdiction. Dix des vingt nouvelles places sont pourvues par provision par le chapitre de Bruxelles.
- 144. Emmanuel Ier (1469-1521), roi de Portugal.
- 145. Louis II Jagellon (1506-1526), roi de Bohême et de Hongrie.
- 146. Michel († 1523), baron de Wolkenstein (de).
- 147. Maximilien (nl) de Hornes[26],[27] (d. 1542), comte de Houtkerque, seigneur de Gaesbeek.
- 148. Guillaume II (1464-1547), seigneur de Ribeaupierre.
- 149. Jean III (vers 1470-1550), baron de Trazegnies.
- 150. Johann II van Wassenaer (de)[28] (1483-1523), vicomte de Leyde.
- 151. Maximilien « de Berghes » (Maison de Glymes)[29] (d. 1545), seigneur de Zevenbergen, fils de Cornelis de Glymes (de) (no 114).
- 152. François de Melun[30],[31] († 1547), comte d'Espinoy, neveu de Hugues de Melun (no 109).
- 153. Jean IV (1499-1528), comte d'Egmont, seigneur de Baer, fils de Jean III d'Egmont (no 104).

Les dix autres places sont pourvues lors d'une réunion des chevaliers qui ont accompagné le chef et souverain en Espagne en janvier 1519.
- 154. Fadrique Álvarez de Toledo (1460-1531) († 1531), 2e Duc d'Albe de Tormes.
- 155. Diego López Pacheco (1456-1529) (es), 2e duc d'Escalona, marquis de Villena.
- 156. Diego Hurtado de Mendoza y Luna (es) (1461-1531), 3e duc del Infantado.
- 157. Íñigo Fernández de Velasco y Mendoza († 1528), 2e duc de Frías, 4e comte de Haro (es), connétable de Castille.
- 158. Álvaro de Zúñiga y Pérez de Guzmán (es) (vers 1455-1531), 2e duc de Béjar (es), 2e duc de Plasencia (es), 1er marquis de Gibraleón (es), 3e comte de Bañares (es).
- 159. Antonio Manrique de Lara (en) (vers 1466-1535), 2e Duc de Najera (es), comte de Treviño (es).
- 160. Fernando Folch de Cardona y Enríquez (ca) († 1545), 2e duc de Cardona, 1er marquis de Pallars Sobirà, comte de Prades et vicomte de Vilamur (ca).
- 161. Pietro Antonio San Severino (1508-1559), prince de Bisignano, duc de San Marco (de) et de Saint-Pierre en Galatina, comte de Tricarico, de Chiaromonte, d'Altomonte, de Corigliano, de Mileto, de Soleto.
- 162. Fadrique II Enríquez de Cabrera (es) (1466-1538), 2e Comte de Melgar (es), amiral de Castille.
- 163. Álvaro Pérez Osorio († 1523), 3e duc d'Aguiar (es) (titulaire), 1er marquis d'Astorga (es), 4e comte de Trastamare (es), comte d'Estados de Villalobos.

### Dix-neuvième chapitre (Barcelone, mars 1519)
- 164. Christian II (1481-1559), roi de Danemark et de Norvège, roi de Suède.
- 165. Sigismond Ier Jagellon (1467-1548), roi de Pologne, grand-duc de Lituanie.
- 166. Jacques III de Luxembourg[32] (d. 1530), comte de Gavre, seigneur de Fiennes, d'Armentières, de Sottenghien, d'Arckenghien, d'Auxi-le-Château, fils de Jacques II de Luxembourg (no 110).
- 167. Adrien de Croÿ (d. 1555), seigneur puis (1530) comte du Rœulx.

### Vingtième chapitre (Tournai, décembre 1531)
- 168. Jean III (1502-1557), roi de Portugal.
- 169. Jacques V (1512-1542), roi d'Écosse.
- 170. Ferdinand d'Aragon (d. 1551), duc de Calabre, fils du roi Frédéric Ier de Naples, vice-roi de Valence (de).
- 171. Pedro IV Fernández de Velasco (en) (d. 1554-59 ?), 3e duc de Frías, 4e comte de Haro (es), Grand connétable de Castille.
- 172. Philippe (1503-1548), comte palatin du Rhin à Neubourg, duc en Bavière.
- 173. Georges (1471-1539), duc de Saxe (albertine), margrave de Misnie.
- 174. Beltran II de la Cueva y Toledo (vers 1477-1560), 3e duc d'Albuquerque, comte de Ledesma, 3e comte de Huelma.
- 175. Andrea Doria (1466-1560), 1er prince de Melfi.
- 176. Philippe de Habsbourg (1527-1598), archiduc d'Autriche, infant d'Espagne, prince des Asturies, depuis Philippe II, roi d'Espagne.
- 177. Renaud III (1492-1556), Seigneur de Brederode, de Vianen et d'Ameyde, vicomte d'Utrecht.
- 178. Ferdinand Ier de Gonzague (1507-1557), duc d'Ariano, prince de Molfetta, comte d'Alessano et de Specchia, etc.[33] seigneur puis 1er comte souverain de Guastalla.
- 179. Nicolas II (hu) (1503-1550), comte de Salm, comte de Neubourg (de), stadholder de Hongrie.
- 180. Claude de La Baume (d. vers 1541), seigneur de Mont-Saint-Sorlin, maréchal de Bourgogne, fils de Guy de La Baume[17] (no 133).
- 181. Antoine de Berghes (1500-1541), marquis de Berghes, comte de Walhain, fils de Jean III de Glymes (no 94).
- 182. Jean V de Hénin (1480-1562), 1er comte de Boussu (de), petit-fils de Pierre Ier de Henin (no 91).
- 183. Charles II (1506-1558), 2e comte de Lalaing, fils de Charles Ier comte de Lalaing (no 121).
- 184. Louis de Praet, ou Louis de Flandre, (en néerlandais : « Lodewijk van Praet ») (d. 1555), seigneur de Praet.
- 185. Georg Schenck (d. 1540), seigneur de Tautenbourg.
- 186. Philippe de Lannoy[34] (1460-1535), seigneur de Rollencourt, vicomte de Sebourg, gouverneur de Tournai, neveu de Pierre de Lannoy (no 101).
- 187. Philippe Ier de Lannoy[34] (1487-1543), seigneur de Molembaix et de Tourcoing, Anserœul, Solre, fils de Baudouin II de Lannoy (no 92).
- 188. Alfonso III d'Avalos d'Aquino (1502-1546), marquis Marquis del Vasto puis aussi de Pescara (1525), gouverneur de Milan.
- 189. Francisco de Zuñiga[35] (d. 1536), 3e comte de Miranda del Castañar (es).
- 190. Maximilien d'Egmont (1509-1548), comte de Buren et de Leerdam.
- 191. René de Nassau-Dillenbourg dit de Chalon (1518-1544), prince d'Orange, Comte de Nassau, seigneur de Bréda.

### Vingt-et-unième chapitre (Utrecht, janvier 1546)
- 192. Maximilien de Habsbourg (1527-1576), archiduc d'Autriche, roi de Bohême, roi de Hongrie, puis empereur germanique (Maximilien II).
- 193. Íñigo López de Mendoza y Pimentel (es) (1403-1566), 4e duc del Infantado.
- 194. Fernando Álvarez de Toledo (1508-1582), 3e duc d'Albe de Tormes.
- 195. Côme Ier de Médicis (1519-1574), duc de Florence, puis 1er grand-duc de Toscane.
- 196. Albert V (1528-1579), duc de Bavière.
- 197. Emmanuel-Philibert de Savoie (1528-1580), prince de Piémont, puis duc de Savoie.
- 198. Octave Farnèse (1524-1586), 2e duc de Parme et de Plaisance.
- 199. Juan Esteban Manrique de Lara y Cardona (1504-1558), 3e duc de Najera (es), comte de Treviño (es).
- 200. Frédéric II (de) (1496-1559), comte de Furstenberg, fils de Wolfgang von Fürstenberg (no 122).
- 201. Philippe Charles II de Lannoy (1514-1553), 2e prince de Sulmone, fils de Charles Ier de Lannoy (no 140).
- 202. Joachim[36],[37] (1500-1560), seigneur de Rye (Jura).
- 203. Ponthus de Lalaing (vers 1508-1558), seigneur de Bugnicourt, gouverneur de Flandres, petit neveu de Jacques de Lalaing (no 52).
- 204. Lamoral (1522-1568), comte d'Egmont, prince de Gavre.
- 205. Claude Ier de Vergy (1495-1560), comte de Gruyère.
- 206. Jacques (d. 1552), comte de Ligne, prince de Fauquemberg, prince de Mortagne, baron de Belœil, petit-fils de Jean IV (no 90).
- 207. Maximilien II de Bourgogne-Beveren (1514-1558), marquis de Veere et de Flessingue (de), amiral des Pays-Bas (nl) (1540–1558), stadhouder de Hollande, Zélande et Utrecht (1547–1558), fils de Adolphe de Bourgogne (no 141).
- 208. Philippe de Lalaing (1510-1555), comte de Hoogstraeten, frère de Charles Ier, comte de Lalaing (no 183).
- 209. Pierre-Ernest Ier (1517-1604), comte de Mansfeld.
- 210. Jean de Ligne (1525-1568), baron de Barbançon, seigneur de La Bussière et de Gouy, comte d'Arenberg.
- 211. Pierre « de Barbançon » (vers 1500-1557), baron de Werchin, seigneur de Roubaix, sénéchal du Hainaut.
- 212. Jean de Lannoy (vers 1509-1560), seigneur de Molembaix, Anserœul, Germignies, Solre, etc.
- 213. Pedro Ier Fernández de Córdoba y Figueroa (es) (1518-1552), 4e comte de Feria (es).

## Sous Philippe II d'Espagne
Philippe II (1527-1598), roi des Espagnes, roi de Naples et de Sicile, duc de Milan, duc de Bourgogne, quatrième chef et souverain de la maison de Habsbourg.
Charles Quint abdique le 25 octobre 1555. Trois jours auparavant, il s'était dépouillé de la grand-maîtrise de l'ordre au profit de son fils. Le premier acte de gouvernement de Philippe II, avant même son investiture comme duc de Bourgogne, est donc la convocation d'un chapitre de l'ordre pour décembre 1555. Les préparatifs prenant du retard, l'ouverture du chapitre est reportée au début de l'année suivante.

### Vingt-deuxième chapitre (Anvers, janvier 1556)
- 214. Henri II « Guelfes » le Jeune (1489-1568), duc de Brunswick-Wolfenbüttel (Henri IV), duc de Brunswick-Lunebourg (Henri V).
- 215. Ferdinand II de Habsbourg (1529-1595), archiduc d'Autriche, comte de Tyrol, margrave « de Burgovie », fils cadet de l'empereur Ferdinand Ier.
- 216. Philippe III de Croÿ (1521-1595), 3e duc d'Aerschot, prince de Chimay, marquis de Renty, comte de Porcéan et de Beaumont, fils de Philippe II de Croÿ.
- 217. Gonzalo Fernández de Córdoba y Fernández de Córdoba (1520-1578), 3e duc de Sessa, 3e duc de Terranova (es), 3e duc de Santángelo (es), 3e duc d'Andría.
- 218. Charles de Habsbourg (1545-1568), fils aîné de Philippe II, archiduc d'Autriche, infant d'Espagne, prince des Asturies (Don Carlos).
- 219. Luis Enríquez y Téllez-Girón (es) (1542-1567), 2e duc de Medina de Rioseco (es), neveu de Fadrique Enríquez (no 162).
- 220. Alfonso de Aragón y Portugal (es) (1489-1562), 34e comte d'Empúries, 2e duc de Segorbe (es).
- 221. Charles (1510-1578), baron de Berlaymont.
- 222. Philippe de Stavele (de)[38] (1508-1562), baron de Chaumont[Lequel ?], seigneur de Glageon, ambassadeur de Marguerite de Parme auprès d'Élisabeth Ire d'Angleterre.
- 223. Charles de Brimeu (d. 1569), comte de de Meghem, stadhouder de Gueldre, petit-fils de Guy de Brimeu (no 78).
- 224. Philippe II de Montmorency-Nivelle (1518-1568), comte de Hornes, baron d'Altena, seigneur de Hachicourt, de Wimy, de Farbus, du Bosquet, etc.
- 225. Jean IV de Glymes (1528-1567), marquis de Berghes, fils d'Antoine de Berghes (1500-1541, no 181).
- 226. Guillaume Ier le Taciturne (1533-1584), prince d'Orange, comte de Nassau-Dillenbourg, de Katzenelnbogen, de Vianden et de Dietz, seigneur de Bréda et de Lek, stadhouder de Hollande, de Zélande et d'Utrecht, puis aussi de Frise et d'Overijssel.
- 227. Jean de Montmorency (d. 1563), seigneur de Courrières, d'Ourges, du Mesnil-sur-Rielle et du Quesnoy.
- 228. Jean Ier de Frise orientale[39] (1506-1572), comte d'OstFrise et de Durbuy, gendre de l'empereur Maximilien Ier.
- 229. Vratislav (de) (1530-1582), baron de Pernstein (de).
- 230. Francesco Ferdinando d'Àvalos d'Aquino (en) (d. 1571), 5e marquis de Pescara, gouverneur du duché de Milan, vice-roi de Sicile.
- 231. Antonio Doria (v.1495-1577) de la famille Doria, marquis de San Stefano, amiral.
- 232. Sforza Sforza (c.1520/5-1575), comte de Cotignola, comte souverain de Santa Fiora, seigneur puis marquis (1567) de Castell'Arquato, petit-fils du pape Paul III, condottiere.

### Vingt-troisième chapitre (Gand, juillet 1559)
- 233. Guidobaldo II Montefeltro della Rovere (1514-1574), 4e duc d'Urbino.
- 234. Marcantonio II Colonna (1535-1584), 3e duc de Paliano (it), comte de Tagliacozzo.
- 235. Philippe de Montmorency[40] (1502-1566), d'Hachicourt, de Wimy, de Farbus, du Bosquet, etc.
- 236. Baudouin VII de Lannoy[41] (1518-1559), seigneur de Tourcoing, de Molembaix et de Solre.
- 237. Guillaume III de Croÿ[42] (1527-1565), marquis de Renty, vicomte de Bourbourg, seigneur de Chievres, de Meulant.
- 238. Floris de Montmorency[43] (1528-1567), baron de Montigny, seigneur d'Hubermont et de Wimy, frère de Philippe VI, comte de Hornes (no 224).
- 239. Philippe[44],[45] (1533-1583), 2e comte de Ligne et de Fauquemberg, baron de Wassenaar et de Bailleul, vicomte de Leyden, seigneur de Montreuil, d'Ollignies, d'Estaimburget, de l'Estrun et de Maulde-sur-Escaut, fils de Jacques de Ligne (no 206).
- 240. Charles III de Lannoy (1537-1568), 3e prince de Sulmone.
- 241. Antoine II de Lalaing[46] (1535-1568), 3e comte de Hoogstraten.

En sus de ces élections, les chevaliers laissent cinq colliers à la discrétion du roi qui les distribue dans les années qui suivent.
- 242. François II (1543-1560), roi de France.
- 243. Joachim (de) (d. 1584), baron de Neuhaus (de).
- 244. Charles IX (1550-1574), roi de France.
- 245. Don Juan d'Autriche (1547-1578), gouverneur des Pays-Bas.
- 246. Éric II (1528-1584), duc de Brunswick-Lunebourg.

Face à la mort de nombreux chevaliers, Philippe II doit faire procéder à de nouvelles élections. L'état de révolte permanente dans les Flandres rend difficile la réunion d'un chapitre que ce soit dans les Pays-Bas ou en Espagne. En 1578, le roi sollicite et obtient donc du pape un bref le dispensant d'observer les statuts de l'ordre et lui permettant de nommer directement les chevaliers sans procéder à une élection capitulaire. Ce bref sera systématiquement renouvelé par ses successeurs.

### 1581
- 247. Jean de Portugal (vers 1547-1583), 6e duc de Bragance (Jean Ier).
- 248. Alonso Pérez de Guzmán el Bueno y Zúñiga (1542-1615), 7e duc de Medina Sidonia.

### 1583
- 249. Philippe (1578-1621), prince des Asturies, depuis roi Philippe III, roi d'Espagne.

### 1585
- 250. Charles-Emmanuel Ier (1562-1630), duc de Savoie.
- 251. Luis Enríquez de Cabrera (es) (1567-1596), 3e duc de Medina de Rioseco (es), fils de Luis Enríquez y Téllez-Girón (es), 2e duc de Medina de Rioseco (es) (no 219).
- 252. Juan Luis de la Cerda y Portugal (en) (1544-1594), 5e duc de Medinaceli.
- 253. Rodolphe II (1532-1612), empereur germanique.
- 254. Charles II (1540-1590), archiduc d'Autriche, duc de Styrie.
- 255. Ernest (1513-1595), archiduc d'Autriche, gouverneur des Pays-Bas.
- 256. Wilhelm von Rosenberg (1535-1592).
- 257. Léonard IV Harrach (1514-1590), baron de Rohrau (de) et de Pirckenstein.
- 258. Horace de Lannoy (d. 1597), 4e prince de Sulmone.
- 259. Guillaume V (1548-1626), comte palatin, duc des Deux-Ponts.
- 260. François Ier Côme de Medicis (1541-1587), 2e grand-duc de Toscane.
- 261. Alexandre Farnèse (1545-1592), 3e duc de Parme, duc de Plaisance, gouverneur des Pays-Bas.
- 262. François Marie II Montefeltro della Rovere (1549-1631), 5e duc d'Urbino.
- 263. Vespasien Ier Gonzague (1531-1591), duc de Sabbioneta.
- 264. Carlos de Aragón y Tagliavia (es) (vers 1520-1599), duc de Terranova (es), gouverneur du Milanais (1583).
- 265. Diego Fernández de Córdoba (1524-1601), 1er marquis de Guadalcázar (es).

### 1586
- 266. Marc de Rye[47] (d. 1599), marquis de Varambon.
- 267. Maximilien[48] (1542-1600), comte d'OstFrise et de Durbuy, fils de Jean Ier (no 228).
- 268. Charles de Ligne (1550-1600), 2e comte d'Arenberg, 1er prince d'Arenberg, fils de Jean de Ligne, baron de Barbançon (no 210).
- 269. Florent (d. 1626), comte de Berlaymont (nl), prince d'Épinoy, comte de Lalaing, vicomte de Montjoye, baron d'Hierges, seigneur de Perweys, gouverneur de Namur et de Luxembourg, fils de Charles de Berlaymont (no 221).
- 270. Philippe-Guillaume (1558-1590), 5e comte d'Egmont, 2e prince de Gavere et de Steenhuisen, gouverneur d'Artois, fils de Lamoral d'Egmond (no 204).
- 271. Emmanuel de Lalaing (1547-1590), marquis de Renty, fils de Charles II de Lalaing (no 183).
- 272. Robert de Melun (vers 1550-1585), marquis de Roubaix, vicomte de Gand, marquis de Richebourg et de Caumont, gouverneur d'Artois, petit-fils de François de Melun (no 152).
- 273. Alfonso Felice d'Àvalos d'Aragon (en) (1529-1593), 6e marquis de Pescara, fils de Francesco Ferdinando d'Àvalos d'Aquino (en) (no 230).
- 274. François de Vergy (1530-1591), comte de Champlitte, gouverneur du comté de Bourgogne.
- 275. Francisco de Santapau Varesi (d. 1590), 2e prince de Butera.

### 1587
- 276. Onorato IV Caetani (it) (1541-1592), 6e marquis della Cisterna.
- 277. Hans Khevenhuller (de) d'Aichelburg (1537-1606), comte de Frankenbourg.

### 1589
- 278. Vincent Ier de Gonzague (1562-1612), duc de Mantoue et de Montferrat.
- 279. Íñigo López de Mendoza y Aragón (es) (1536-1601), 5e duc del Infantado.
- 280. Juan Fernandez Pacheco (1563-1615), 5e duc d'Escalona, marquis de Villena, vice-roi de Sicile.
- 281. Don Pietro de Médicis (1544-1604), prince de Toscane.

### 1596
- 282. Mathias (1557-1619), archiduc d'Autriche, roi de Bohême, roi de Hongrie, roi de Germanie, puis empereur germanique.
- 283. Ferdinand II (1578-1637), archiduc d'Autriche, roi de Bohême, roi de Hongrie, puis empereur germanique.
- 284. Sigismond Bathory (1572-1613), prince de Transylvanie.
- 285. Albert de Habsbourg (1559-1621), archiduc d'Autriche, gouverneur des Pays-Bas.

## Sous Philippe III d'Espagne
Philippe III (1578-1621), roi d'Espagne, cinquième chef et souverain de la maison de Habsbourg.

### 1599
- 286. Luis Enríquez de Cabrera y Mendoza (es) (d. 1600), 4e duc de Medina de Rioseco (es), fils de Luis Enríquez de Cabrera (es), 3e duc de Medina de Rioseco (no 251).
- 287. Ferdinand II de Guastalla Gonzague (1563-1630), duc d'Ariano, duc d'Amalfi, comte (1575-1621) puis duc de Guastalla (1621-1630).
- 288. Juan de la Cerda y Aragón (en) (1569-1607), 6e duc de Medinaceli.
- 289. Antonio Álvarez de Toledo y Beaumont (es) (1568-1639), 5e duc d'Albe de Tormes.
- 290. Charles III de Croÿ (1560-1612), 4e duc d'Aerschot, 1er duc de Croÿ, prince de Chimay, fils de Philippe III de Croÿ (no 216).
- 291. Charles Philippe de Croÿ (1549-1613), marquis d'Havré, fils de Philippe II de Croÿ (no 136).
- 292. Philippe de Croÿ (vers 1561-1612), comte de Solre, seigneur de Molembais, petit-fils de Antoine de Croÿ, seigneur de Sempy (no 138).
- 293. Philippe Guillaume de Nassau (1554-1618), prince d'Orange, Comte de Nassau-Dillenbourg, de Katzenelnbogen, de Vianden et de Dietz, seigneur de Breda et de Lech, fils catholique de Guillaume le Taciturne.
- 294. Lamoral Ier (1563-1624), comte puis (1601) prince de Ligne (« Reichsfürst »), baron de Wassenaar, comte de Fauquemberg, vicomte de Leyden, fils de Philippe de Ligne (no 239).
- 295. Charles II (1568-1620), comte d'Egmont, prince de Gavre, fils de Lamoral d'Egmont.
- 296. Claude II de Vergy (1560-1602), comte de Champlitte, capitaine général de Bourgogne, fils de François de Vergy (no 274).

### 1600
- 297. Pietro Caetani (it) (1564-1614), 7e duc de Sermoneta.
- 298. Sigismond III (1566-1632), roi de Pologne et de Suède.
- 299. Ranuce Ier Farnèse (1569-1622), 4e duc de Parme et de Plaisance.
- 300. Diego Enríquez de Guzmán (en) (d. 1604), 5e comte d'Alba de Liste (es), vice-roi de Sicile, (1585–1591).
- 301. Maximilien Ier (1573-1651), comte palatin, duc de Deux-Ponts.

### 1601
- 302. Herman (nl) (1558-1611), comte van den Bergh (Land van den Bergh), marquis de Bergen op Zoom.
- 303. Carlo Tagliava d’Aragona (d. 1605), 2e duc de Terranova (es).

### 1605
- 304. Ambrogio Spinola (1569-1630), marquis de Sesto et de Venafro, 1er marquis de los Balbases (es).
- 305. César d'Este (1552-1628), 6e duc de Modène et de Reggio.
- 306. Alessandro Ier Pico[49],[50] (1567-1637), 1er duc de la Mirandole.
- 307. Camillo Caracciolo (1563-1617), 2e prince d'Avellino (de).
- 308. Matteo de Capua (?-?), 2e prince de Conca.
- 309. Marzio Colonna[51],[52] (1584-1607), duc de Zagarolo.
- 310. Iñigo d'Àvalos d'Aquino d'Aragona (en italien : Innico III d’Avalos) (1570 ou 1578-1632), 7e marquis de Pescara et 5e marquis del Vasto, petit-fils d'Alfonso III Felice d’Àvalos (no 273).
- 311. Virginio Orsini (1572-1615), 2e duc de Bracciano.

### 1606
- 312. Lodovico Carafa de Marra (1570-1630), 4e prince de Stigliano.

### 1607
- 313. Andrea Matteo Acquaviva d'Aragon (d. 1635), 2e prince de Caserta.
- 314. Fabrizio Branciforte (it)[53] (1550-1624), 3e prince de Butera et de Pietraperzia.
- 315. Antonio de Moncada y Aragon (d. 1631), 4e prince de Paternò (es), 6e duc de Montalto (es) (Famille Moncada ou Maison de Paternò).
- 316. Gian Andrea II Doria (1570-1612), 5e prince de Melfi.

### 1608
- 317. Pedro Téllez-Girón y Velasco (1574-1624), 3e duc d'Osuna (es).

### 1609
- 318. Giovanni Tagliava d’Aragona y Pignatelli (d. 1624), 3e duc de Terranova (es).

### 1610
- 319. Alfonso López de Zúñiga y Pérez de Guzmán (1578-1619), 6e duc de Béjar (es).
- 320. Francesco Colonna (mort en 1636), prince de Palestrina, 1er prince de Carbognano, duc de Bassanello.

### 1611
- 321. Rodrigo Ponce de León y Suárez de Figueroa (vers 1545-1630), 3e duc d'Arcos.

### 1612
- 322. « Francisco Gonzaga » (en français : « Gonzague »)[54] (1577-1616), 3e marquis de Castiglione.
- 323. Frederico Landi (d.1630), 4e prince de Val di Taro.
- 324. Georg IV Ludwig (de) (1550-1613), landgrave de Leuchtenberg (de).
- 325. Paul Sixt Ier Trautson (de) (1550-1621), comte de Falkenstein.

### 1613
- 326. Philippe (1605-1665), prince des Asturies, depuis Philippe IV, roi d'Espagne.
- 327. Charles-Bonaventure de Longueval (1571-1621), comte de Bucquoy.
- 328. Friedrich von Berg (Land van den Bergh) (1559-1625), baron de Boxmeer, frère de Herman (nl) (1558-1611, no 302).
- 329. Charles-Emmanuel de Gorrevod[55],[56] (1569-1625), duc de Pont-de-Vaux, « Reichsfürst » (1623).
- 330. Antoine III de Lalaing (1588-1613), 4e comte de Hoogstraten, petit-fils d'Antoine II de Lalaing (no 241).

### 1614
- 331. Jean de Croÿ (1578-1640), comte de Solre, baron de Molembaix, fils de Philippe de Croÿ (vers 1561-1612), comte de Solre (no 292).

### 1615
- 332. Juan Manuel Domingo Pérez de Guzman (en) (1579-1636), 8e duc de Medina Sidonia, fils du 7e duc (no 248).
- 333. Clériadus de Vergy (1580-1630), comte de Champlitte, gouverneur du comté de Bourgogne, demi-frère de Claude II de Vergy (no 296).
- 334. Wolfgang Guillaume de Wittelsbach (1578-1653), comte palatin, duc de Neubourg.
- 335. Ladislas IV Sigismond Vasa (1595-1648), prince héritier, puis roi de Pologne et de Suède (Ladislas IV, 1632-1648).

### 1616
- 336. Carlo Filiberto Ier (it) d'Este[57] (1571-1651), marquis de San Martino et de Lanzo, « Reichsfürst » (1623).

### 1617
- 337. Paolo di Sangro (1569-1624), 2e prince de San Severo.
- 338. Philippe-Charles (1587-1640), prince d'Arenberg, 6e duc d'Aerschot (1635), fils de Charles d'Arenberg (no 268).
- 339. Charles Alexandre de Croÿ (1574-1624), 2e duc de Croÿ, prince de Croÿ et du Saint-Empire, marquis d'Havré, fils de Charles Philippe de Croÿ (no 291).
- 340. Christophe de Rye de La Palud[58] (v.1574-1623)[59], Baron de Balançon, marquis de Varambon, comte de Varax, neveu de Marc de Rye, marquis de Varambon (no 266).
- 341. Wratislaus Ier (1548-1631), comte de Fürstenberg, arrière-petit-fils de Friedrichs II von Fürstenberg (no 200).

### 1618
- 342. Johann III (1566-1625), comte d'OstFrise, seigneur de Ritberg.

### 1619
- 343. Christoph (1569-1636), comte d'OstFrise, seigneur d'Emden, frère du précédent.

### 1620
- 344. Hans Ulrich (de) (1568-1634), prince d'Eggenberg (de).
- 345. Zdeněk Vojtěch Popel (de) (1568-1628), prince de Lobkowicz.
- 346. Jean Georges (1577-1623), comte de Hohenzollern-Hechingen.

## Sous Philippe IV d'Espagne
Philippe IV (1605-1665), roi d'Espagne, sixième chef et souverain de la maison de Habsbourg.

### 1621
- 347. Francisco López de Zúñiga y Mendoza[60] (1596?-1636), 7e Duc de Béjar (es) et de Plasencia (es), 6e marquis de Gibraleón (es), 8e comte de Bañares (es), 9e comte de Belalcázar (es).
- 348. Charles de Lalaing (1569-1626), 5e comte d'Hoogstraten, fils d'Antoine II de Lalaing (no 241).
- 349. François Thomas d'Oiselay[61]-« Perrenot de Granvelle » (d. 1629).
- 350. Luis de Velasco y Aragón (?-?), 2e marquis de Belvedere, 2e comte de Salazar.
- 351. Guillaume III de Melun (1580-1635), prince d'Épinoy, marquis de Richebourg et de Roubaix, vicomte de Gand et de Beaussart.

### 1622
- 352. Charles Ier (1569-1627), prince de Liechtenstein, duc de Troppau.
- 353. Leonhard Helfried (de) (1577-1644), comte de Meggau (de), baron de Creuzen.

### 1623
- 354. Charles d'Autriche (1607-1632), infant d'Espagne.
- 355. François Christophe Khevenhuller (1588-1650), comte de Frankenbourg.

### 1624
- 356. Jean VIII (1583-1638), comte de Nassau-Siegen.
- 357. Archibald Campbell (1576-1638), 7e comte d'Argyll.
- 358. Philippe de Rubempré (d. 1639), gouverneur et capitaine-général de Lille, Douai et Orchies, comte de Vertainle 8 février 1614, baron d'Everberg le 18 février 1620 et d'Aubigny-au-Bac.
- 359. Alexandre Ier,de Bournonville (1586-1656), duc de Bournonville, comte de Hénin-Liétard.
- 360. Louis (1596-1654), 8e comte d'Egmont, 5e prince de Gavre.
- 361. Alexandre « de Croÿ-Chimay Arenberg » (1599-1629), prince de Chimay et d'Arenberg.
- 362. Paolo Savelli (d. 1632-58 ?), 1er prince d'Albano.
- 363. Honoré II Grimaldi (1597-1662), 2e prince de Monaco.
- 364. Fabricio Carafa[62] (?-1636), prince de la Roccella.
- 365. Marino Caracciolo (1587-1630), 3e prince d'Avellino (de).
- 366. Ferdinand (1608-1657), archiduc d'Autriche puis empereur germanique (Ferdinand III).

### 1626
- 367. Léopold V (1586-1632), archiduc d'Autriche, landgrave d'Alsace.

### 1627
- 368. Alonso Fernández de Córdoba y Enríquez de Ribera (es) (1588-1645), 5e duc de Feria.
- 369. Karl (de) (1570-1628), comte Harrach de Rohrau.
- 370. Georges-Louis (1586-1646), comte de Schwartzenberg.
- 371. Tiberio Vincenzo del Bosco (d. 1654), 3e prince de Cattolica.

### 1628
- 372. Albrecht von Wallenstein (1583-1634), duc de Friedland.
- 373. Maximilien (d. 1635), comte de Sainte-Adelgonde.
- 374. Jean II de Montmorency (1581-1631), 1er prince de Robecq, marquis de Morbecque, comte d'Estaires.
- 375. Maximilien II « de Hennin » (d. 1625), comte de Boussu (de), fils de Jean V de Hénin (no 182).
- 376. Tiberio Carafa (1580-1647), 6e prince de Bisignano.
- 377. « Jean Jacques » (en allemand : Johann Jakob (de)) (1580-1630), comte de Bronckhorst et d'Anholt (en).
- 378. Ernest Ier (1584-1664), comte d'Isenbourg (de) (Isenburg-Grenzau (en)).
- 379. Ottavio Visconti (d. 1632), comte de Gamalero.
- 380. Luis de Aragón y Fernández de Córdoba (1608-1670), 7e duc de Cardona.
- 381. Albert François d'Arenberg (1600-1674), 2e Prince de Barbançon et du Saint-Empire, comte d’Aigremont et de La Roche-en-Ardenne.
- 382. Otto Heinrich Fugger (1592-1644), comte de Kirchberg.
- 383. Nikolaus (de) (1582-1645), comte Esterházy de Galántha.

### 1629
- 384. Ramboldo XIII (it) (1575-1630), comte de Collalto (it).

### 1630
- 385. Philippe Lamoral de Gand[63],[64] (1587-1631), comte d'Isenghien.

### 1631
- 386. Filippo Spinola (1596-1659), 2e marquis de los Balbases (es).
- 387. Gottfried Heinrich (1594-1632), comte de Pappenheim.
- 388. Adam (1570-1638), comte de Waldstein.

### 1633
- 389. Gianbattista de Capua (d. 1634), prince de Caspoli et de Conca.

### 1634
- 390. Etoro Ravaschiero (?-?), prince de Satriano.
- 391. Paolo II di Sangro (1605-1636), 4e prince de San Severo.
- 392. Ercole Teodoro Trivulzio (1620-1664), 2e prince Mussocco.
- 393. Maximilien Ier (de) (1596-1655), prince de Dietrichstein.
- 394. Maximilien (1584-1650), comte de Trauttmansdorff (de)-Weinsberg.

### 1635
- 395. Ferdinand-Charles (1628-1662), archiduc d'Autriche, comte de Tyrol.

### 1638
- 396. Claude de Lannoy (en) (1578-1643), comte de la Motterie, gouverneur de Luxembourg et Maastricht, capitaine général de Namur.
- 397. Baltasar Carlos d'Espagne (1629-1646), prince des Asturies, fils du roi Philippe IV.
- 398. François Ier d'Este (1610-1658), 8e duc de Modène.
- 399. Jean II Casimir Vasa (1609-1672), roi de Pologne.

### 1639
- 400. Seyfried Christoph (de) (1569-1651), baron de Breuner (de), comte d'Asparn.
- 401. Rudolf (en) (1582-1653), baron de Tiefenbach.
- 402. Guillaume (1593-1677), margrave de Bade-Bade.
- 403. Francesco Maria Carafa (d. 1642), 5e duc de Nocera.

### 1642
- 404. Charles de Tocco (d. 1674), duc de Leucado.

### 1644
- 405. Ottavio Piccolomini (1599-1655), 1er duc d'Amalfi.
- 406. Philippe Balthazar de Gand, « dit Vilain » (1617-1680), prince de Masmines (1652), fils de Philippe Lamoral de Gand (no 385).
- 407. Wilhelm (de) (1572-1652), comte « Slavata von Chlum und Koschumberg (de) ».
- 408. Wenzel Eusebius (de) (16109-1677), prince Lobkowicz, « Reichsfürst », duc de Sagan, fils de Zdeněk Vojtěch Popel von Lobkowicz (de) (no 345).
- 409. Johann Anton ou Anton Ulrich (1610-1649), prince d'Eggenberg (de).
- 410. Heinrich Schlik (de) (1580-1650), comte de Passau.
- 411. Francesco Antonio del Carretto (d. 1651), marquis de Grana.

### 1645
- 412. Sigismond Louis (d. 1678), comte de Dietrichstein .

### 1646
- 413. Philippe-François (1625-1674), 1er duc d'Arenberg, fils de Philippe-Charles d'Arenberg (no 338).
- 414. Eugène de Hénin-Liétard (d. 1656), 6e comte de Boussu (de), petit-neveu de Maximilien II « de Hennin » (no 375).
- 415. Philippe François de Croÿ (1609-1650), duc d'Havré, fils de Philippe II de Croÿ, comte de Solre (no 292).
- 416. Claude Lamoral Ier (1610-1679), 3e prince de Ligne.
- 417. Philippe « de Croÿ-Chimay Arenberg » (1619-1675), prince d'Arenberg et de Chimay, fils d'Alexandre « de Croÿ-Chimay Arenberg », 6e prince de Chimay (no 361).
- 418. Eustache II de Croÿ (1609-1653), comte du Rœulx, arrière-petit-neveu de Ferry de Croy (no 127).
- 437. Johann Franz Trautson (de) (1609-1663), comte de Falkenstein.
- 438. Marcantonio V Colonna (it) (1606-1659), 5e prince de Paliano (en).
- 439. François Filomarino (d. 1678), prince di Rocca d'Aspro.

### 1647
- 419. Jiří Adam Bořita z Martinic (1602-1651), comte de Martinitz (de).
- 420. Jean Louis de Nassau-Hadamar (1590-1653), comte de Nassau-Hadamar.
- 421. Juan Francisco Pimentel y Ponce de León (en) (1594-1652), 7e duc de Benavente (es) et Grand d'Espagne, 10e comte de Benavente (es), 10e comte de Mayorga (es) et 8e comte de Luna (Castille) (es).
- 422. Nicolas-Marie de Guzmán (d. 1689), 7e prince de Stigliano.
- 423. Heinrich Wilhelm (1593-1675), comte de Starhemberg.

### 1649
- 424. Diego López Pacheco Cabrera y Bobadilla (1599-1653), 7e duc d'Escalona.

### 1650
- 425. Ferdinand IV Habsbourg (1634-1654), roi de Germanie.
- 426. Pál (1589-1653), comte Pálffy d'Erdőd, palatin de Hongrie.
- 427. Johann Weikhard (1615-1677), comte puis prince (1653) d'Auersperg.
- 428. Sigismond Sfrodati[65] (d. 1652), marquis de Montafia.
- 429. Charles-Albert de Longueval (1607-1663), comte de Bucquoy, fils de Charles Bonaventure (no 327).
- 430. Jean-Adolphe (1615-1683), comte de Schwarzenberg.

### 1651
- 431. « Luigi Guglielmo Moncada » (en espagnol : « Luis Guillén (o Guillermo) de Moncada Aragón Luna y Cardona ») (1614-1672), 7e duc de Montalto d'Aragón (es), vice-roi de Sardaigne.
- 432. Luis de Aragón y Fernández de Córdoba (1608-1670), 6e duc de Segorbe (es), 7e duc de Cardona.
- 433. Diego d'Aragon (1596-1663), 4e duc de Terranova (es).
- 434. Ferdinand del Carretto (d. 1651), marquis de Grana, fils de Francesco Antonio del Carretto (no 411).

### 1653
- 435. Philippe-Guillaume (1615-1690), comte palatin puis duc de Neubourg.
- 436. Georg Achaz[66],[67] (1597-1653), comte de Losenstein-Gschwendt.

### 1654
- 440. Léopold I (1640-1705), archiduc d'Autriche, empereur germanique.
- 441. Luis Fernández de Córdoba y Enríquez de Ribera (1623-1665), 6e duc de Feria.

### 1655
- 442. Maximilian Adam (d. 1654), comte de Waldstein.
- 443. Johann Maximilian Nepomuk (1608-1682), comte de Lamberg-Steyr.

### 1656
- 444. Alfonso López de Zúñiga y Mendoza (1621-1660), 8e duc de Béjar (es).

### 1657
- 445. Johann Ferdinand (de) (1605-1665), comte de Porzia et d'Ortenburg (de).
- 446. Bernard Borzita (1603-1685), comte de Martinitz (de), frère de Jiří Adam Bořita z Martinic (1602-1651, no 419).
- 447. Annibal Gonzague (1602-1668), prince de San Martino.
- 448. Johann Christoph (d. 1657), comte de « Pueccheim » (Puchheim ?).
- 449. Charles Emmanuel d'Este (1622-1659), marquis de Borgomanero.
- 450. Niccolò Ludovisi (d. 1664 ?), prince de Piombino, vice-roi d'Aragon (1659–1662).
- 451. Philippe Emmanuel de Croÿ[68] (1611-1670), comte de Solre, fils de Jean de Croÿ, comte de Solre (no 331).

### 1658
- 452. Bernardino Savelli (1606-1658), 2e prince d'Albano.

### 1659
- 453. Giulio Savelli (1626-1712), 3e prince d'Albano.
- 454. Fabrizio II Pignatelli (1602-1664), 3e prince de Noia, 5e Savelli.
- 455. Francesco Caetani (it) (1594-1683), 9e duc de Sermoneta.

### 1661
- 456. Jean-François Desideratus de Nassau-Siegen (1627-1699), prince de Nassau-Siegen.
- 457. Ferdinand Bonaventura Ier (1636-1706), comte Harrach, petit-fils de Karl von Harrach (de) (no 369).

### 1662
- 458. Giovanni Battista Borghese[69] (1639-1717), 2e prince de Sulmona.
- 459. Ferenc Wesselényi (1605-1667), comte de Hadad.
- 460. Ramón de Lencastre (es) (1620–1666), 4e duc d'Aveiro.

### 1663
- 461. Johann (de) (d. 1674), comte « von Rottal ».
- 462. Georg Ludwig (1616-1681), comte de Sinzendorf (de).
- 463. Francesco Marino Caracciolo (1631-1674), 4e prince d'Avellino (de).
- 464. Sigismond-François (1630-1665), archiduc d'Autriche, comte de Tyrol.
- 465. Franz Eusebius (d. 1678), comte de Pötting.
- 466. Filippo II Caetani (1626-1687), 4e prince de Caserta.

### 1664
- 467. Nicolas (1620-1664), comte de Zrinski.
- 468. Antonio Teodoro Trivulzio (d. 1678), 3e prince de Musocco (it).

### 1665
- 469. Walter (de) (1606-1667), comte Leslie.
- 470. Charles II (1661-1700), archiduc d'Autriche, roi d'Espagne.

## Sous Charles II d'Espagne
Charles II (1661-1700), roi d'Espagne, septième chef et souverain de la maison de Habsbourg.

### 1667
- 471. Franz Albert (1614-1666), comte von Harrach, fils de Karl von Harrach (de).

### 1668
- 472. Manuel López de Zúñiga y Sarmiento de Silva (1657-1686), 10e duc de Béjar (es).
- 473. Philippe-Hippolyte Spinola (1612-1670), comte de Bruay.
- 474. Ferdinand Joseph (de) (1636-1698), prince de Dietrichstein, fils du prince Maximilian (no 393).
- 475. Raimondo (1609-1680), comte puis prince Montecuccoli.
- 484. Albert François de Croÿ (vers 1615-1674), comte de Meghem.
- 485. Lorenzo Onofrio Ier Colonna (1637-1689), 8e duc et prince de Pagliano (it), fils de Marcantonio V Colonna (en) (no 438).
- 486. Marzio Carafa (it) (1650-1703), 7e duc de Maddaloni.
- 487. Maffeo Barberini[70] (1631-1685), 2e prince de Palestrina.

### 1669
- 476. Baltasar Gómez Manrique de Mendoza de los Cobos y Luna[71] (d. 1715), 5e marquis de Camarasa.
- 477. Michał Tomasz Korybut Wiśniowiecki (1640-1673), roi de Pologne.
- 488. Giovanni Battista Ier Ludovisi (vers 1638-1699), prince de Piombino.
- 489. Teobaldo Visconti[72] (1601-1674), marquis Visconti, comte de Gallarate.

### 1670
- 478. Charles Louis de Bauffremont (1614-1682), marquis de Listenois et Meximeux.
- 479. Juan Francisco de la Cerda (1637-1691), 8e duc de Medinaceli.
- 480. Pedro Nuño Colón de Portugal (1628-1673), 6e duc de Veragua et 5e duc de la Vega (es).
- 481. Ettore Pignatelli d'Aragon (1620-1674), 6e duc de Monteleone, fils de Fabrizio II Pignatelli (no 454).
- 482. Philippe II Louis[73] (1623-1682), comte d'Egmont, prince de Gavre, fils de Louis d'Egmond (no 360).
- 483. Ferdinand François de Croÿ (1644-1694), duc d'Havré et de Croÿ, prince de Croÿ et du Saint-Empire, souverain de Fenestrange et comte de Fontenoy-le-Château, grand d'Espagne, maréchal du Saint-Empire, fils de Philippe François de Croÿ (no 415).
- 490. Charles (1605-1670), baron de Watteville, marquis de Conflans.

### 1671
- 491. David Ungnad (1604-1672), comte de Weissenwolff.
- 492. Giulio Cesare Colonna[74] (1630-1681), prince de Carbognano, fils de Francesco Colonna (no 320).

### 1672
- 493. Johann Hartwig (1610-1683), comte de Nostitz.
- 494. Gundacker (1623-1690), comte de Dietrichstein.
- 495. Ferdinando Francesco d'Àvalos d'Aquino d'Aragona[75] (d. 1672), 10e marquis de Pescara, petit-fils d'Innico d’Avalos (no 310).
- 496. Alexandre II, prince de Bournonville, 2e duc de Bournonville, et comte de Henin.

### 1673
- 497. Juan de Velasco (es) y Henin[76],[77] (1609-1678), 5e comte de Salazar.
- 498. Albrecht VII (1618-1683), comte de Zinzendorff (de) et Pottendorff.

### 1675
- 499. Charles Henri de Lorraine (1642-1723), prince de Vaudémont.
- 500. Carlantonio Spinelli Savelli (1645-1725), 5e prince de Cariati.
- 501. Humprecht Johann (de) (1628-1682), comte Czernin von Chudenitz.
- 502. Leopold Wilhelm (de) (1630-1694), comte de Königsegg et Rothenfels.
- 503. Karl Ferdinand (1634-1702), comte de Waldstein.
- 504. Alexandre Farnèse (1635-1689), prince de Parme, gouverneur des Pays-Bas espagnols (1678-1682).
- 505. Ernest Dominique Alexandre « de Croÿ-Chimay Arenberg » (1643-1686), 9e prince de Chimay et d'Arenberg, Gouverneur de Luxembourg, puis vice-roi de Navarre, fils de Philippe d'Arenberg, 8e prince de Chimay (no 417).
- 506. Antonio Álvarez de Toledo y Enríquez de Ribera (es) (1615-1690), 7e duc d'Albe de Tormes.
- 507. Pedro II Manuel Colon y Portugal (es) (1651-1710), 7e duc de Veragua et 6e duc de la Vega (es).
- 508. Andrea Fabrizio Pignatelli d’Aragona (1640-1677), 7e duc de Monteleone, fils d'Ettore Pignatelli (no 481).
- 509. Antonio[78] (1627-1681), comte de Trotti Bentivoglio.
- 510. Eugène de Montmorency[79] (1615-1683), prince de Robecq, fils de Jean, 1er prince de Robecq (no 374).
- 511. Jean-Charles de Watteville (1628-1699), marquis de Conflans, père de Charles Emmanuel de Watteville (no 610).

### 1678
- 512. Ottone Enrico del Carretto (1639-1685), marquis de Savone et de Grana, frère de Ferdinando del Carretto (no 434).
- 513. Charles V Léopold (1643-1690), duc de Lorraine.
- 514. Carlo Borromeo Arese (it) (1657-1734), comte Borromeo Arona, vice-roi de Naples (1710–1713).
- 515. Cesare Visconti (1643-1716), marquis de Cisago, comte de Gallarate.
- 516. Carlos de Aragón de Gurrea y de Borja (1634-1692), 9e duc de Villahermosa.
- 517. Charles-Eugène (1633-1681), 2e duc d'Arenberg.

### 1680
- 518. Antonio Álvarez de Toledo y Fernández de Velasco (es) (1627-1701), 8e duc d'Albe de Tormes.

### 1681
- 519. Conrad Balthazar (1612-1687), comte de Starhemberg.
- 520. Nicola Pignatelli d’Aragona (1648-1730), 8e duc de Monteleone, vice-roi de Sardaigne (1687–1690).
- 521. Sigismund Helfried II (1635-1698), comte de Dietrichstein, fils du comte Sigismund Ludwig (no 412).
- 522. Giuseppe Branciforte (en) (d. 1698), prince de Pietrapersia.
- 523. Franz Maximilian (1639-1692), comte de Mansfeld.
- 524. Dominico Marzio Carafa (?-?), 8e duc de Maddaloni.
- 525. Paul Ier (1635-1713), comte puis prince Esterházy de Galántha, fils du comte « Miklós » (Nikolaus Esterházy (1582-1645) (de), no 383).

### 1682
- 526. Octave Ignace d'Arenberg (1643-1693), prince de Barbançon, fils d'Albert de Ligne, 1er prince de Barbançon (no 381).
- 527. Joachim Ernest II d'Oldenbourg (1637-1700), duc de Schleswig-Holstein-Sonderburg-Plön-Rethwisch (en), prince héritier de Norvège, plus jeune fils de Joachim-Ernest, duc de Schleswig-Holstein-Plön (de).
- 528. Jacques Louis Henri Sobieski (1667-1737), prince royal de Pologne.
- 529. Ernst-Rüdiger (1638-1701), comte de Starhemberg.

### 1683
- 530. Henri François Philippe de Melun (1627-1690), marquis de Richebourg, fils de Guillaume III de Melun, prince d'Épinoy (no 351).

### 1684
- 531. François Marie Carafa (d. 1711), 3e prince de Belvedere.
- 532. Henri Louis Ernest (1644-1702), 4e prince de Ligne, fils de Claude-Lamoral Ier de Ligne (no 416).
- 533. Franz Augustin (d. 1684), comte de Waldstein.

### 1685
- 534. Philippe-Charles François (1663-1691), 3e duc d'Arenberg.
- 535. Heinrich Franz von Mansfeld (de) (1646-1715), comte de Mansfeld, prince de Fondi.

### 1686
- 536. Jean-Guillaume de Wittelsbach (1658-1716), électeur palatin du Rhin, comte palatin de Neubourg, duc de Juliers et duc de Berg.
- 537. Jean Manuel Diego Lopez de Zuniga[80](1680-1747), 11e Duc de Béjar (es), 8e duc de Mandas et de Villanueva (es), marquis de Gibraleón (es), 13e comte de Belalcázar (es), 12e comte de Bañares (es).

### 1687
- 538. Joseph Ier (1678-1711), archiduc d'Autriche, roi de Bohême, roi de Hongrie, roi de Germanie, puis empereur germanique (1705).
- 539. Eugène (1663-1736), prince de Savoie-Carignan, feld-maréchal du Saint-Empire.
- 540. Louis Ernest (1665-1693), comte d'Egmont, prince de Gavre.
- 541. Íñigo Vélez de Guevara (en) (1642-1699), 10e comte d'Oñate.
- 542 Juan Manuel Fernández Pacheco (1648-1725), 8e duc d'Escalona, marquis de Villena.
- 543. Helmhard Christophe Ungnad (1635-1702), comte de Weissenwolff.
- 544. Ulrich Adolf Vratislav von Sternberg (de)[81] (v.1627-1703), comte de Sternberg (de).
- 545. Wolfgang André[82] (1626-1695), comte d'Orsini-Rosenberg (de).
- 546. Gottlieb Amadeus (de) (1630-1695), comte de Windisch-Graetz.
- 547. Dominik Andreas Ier (de) (1655-1705), comte de Kaunitz (de).
- 548. Philippe Louis de Hennin[83] (1646-1688), comte de Boussu, 10e prince de Chimay.
- 549. Eugène Alexandre François (1677-1714), comte puis (1695) prince de la Tour et Taxis.
- 550. Jaime Francisco Sarmiento de Silva (es) (vers 1623-1700), 5e Duc de Híjar (es), d'Aliaga (es) et de Lécera (es).
- 551. Eugène « de Berghes » (van Glymes) (1624-1688), comte de Grimberghen, prince de Rache.
- 552. Urbano Barberini (1666-1722), 4e prince de Palestrina.
- 553. Ferdinand Gaston Lamoral de Croÿ (1660-1720), comte du Rœulx.
- 554. Luis Fernández de Córdoba y Fernández de Córdoba (es) (1650-1690), 7e duc de Feria.

### 1688
- 555. František Karel Ier Libštejnský (1620-1700), comte de Kolowrat.
- 556. František Oldřich Ier (de) (1632-1699), comte Kinský de Wchinitz et Tettau.
- 557. Johann Quintin (1624-1705), comte de Jörger (de).
- 558. « Ferdinand Wilhelm Eusebius » (1652-1703), 2e prince de Schwarzenberg, fils du comte Jean-Adolphe de Schwarzenberg (1615-1683, no 430).
- 559. Antoine Carafa (1642-1693), comte de Forlì.

### 1689
- 560. Filippo II Colonna (1663-1714), 9e prince et duc de Paliano (it), prince de Castiglione, 5e Duc de Marino (it), Duc de Miraglia, 8e Duc de Tagliacozzo, etc., Grand connétable de Naples.

### 1690
- 561. Léopold Ier Joseph (1679-1729), duc de Lorraine et de Bar.
- 562. Manuel Fernández de Córdoba y de la Cerda (es) (1679-1700), 8e duc de Feria.

### 1691
- 563. Louis-Guillaume (1655-1707), margrave de Bade-Bade.

### 1692
- 564. Maximilien II Emmanuel (1666-1726), électeur de Bavière.
- 565. Ginés Fernando Ruiz de Castro[84] (1666-1741), 8e marquis de Sarria, 11e comte de Lemos.

### 1693
- 566. Gregorio de Silva y Mendoza (es) (1640-1693), 5e duc de Pastrana (es), 9e duc del Infantado, 7e duc de Lerma, 5e duc de Francavilla (es), 5e duc d'Estremera (es), prince d'Eboli, prince de Melito, etc[85].

### 1694
- 567. Charles Louis de Hennin[86] (1674-1740), comte de Boussu, 11e prince de Chimay.
- 568. Badassare Naselli del Carillo (d. 1720), prince d'Aragona.
- 569. Giuseppe Mario Orsini (?-?), 3e duc de Paganica.
- 570. Philippe-François de Glymes (1646-1704), 1er prince de Grimberghe, fils d'Eugène « de Berghes » (Maison de Glymes) (1624-1688), comte de Grimberghen (no 551).
- 571. Marin III Francesco Carraciolo (1668-1720), 5e prince d'Avellino (de), fils du 4e prince d'Avellino (de) (no 463).
- 572. Jean Philippe Eugène (1674-1732), comte de Merode, marquis de Westerloo.
- 573. Christoph Leopold (1623-1703), comte de Schaffgotsch (de).
- 574. Franz Joseph Ier (1637-1712), comte puis prince de Lamberg (de), « Landgraf de Leuchtenberg (de) », fils du comte Johann Maximilian (no 443).
- 575. Johann Adam Ier (1656-1712), prince de Liechtenstein (1699).
- 576. Johann Christian Ier (1641-1710), duc de Krumau, prince d'Eggenberg (de), fils du prince Johann Anton (no 409).
- 577. « Otto Ehrenreich » en français : « Othon Honoré » (1644-1715), comte d'Abensperg-Traun.
- 578. Philip Sigmund (1651-1716), comte de Dietrichstein, fils du prince Maximilian (no 393).
- 579. Aeneas Sylvius[87] (1631-1701), comte de Caprara, seigneur de Siklos.
- 580. Charles III Philippe (1661-1742), électeur du Palatinat, comte palatin de Neubourg, duc de Juliers et duc de Berg.

### 1695
- 581. Antonio Francesco[88] (1630-1696), comte Collalto.
- 582. Ferdinand Wenzel Popel[89] (d. 1697), comte de Lobkowicz.
- 583. César (d. 1772), marquis Vidoni.
- 584. Ferdinand Marquard Joseph Anton[90] (1673-1730), comte de Wartenberg
- 585. Íñigo de la Cruz Manrique de Lara (es) (1673-1733), 11e comte d'Aguilar de Inestrillas.

### 1697
1. Aloys Thomas (1669-1742), comte von Harrach, vice-roi de Naples ;
2. Carlo Carafa (dates inconnues), quatrième prince de Belvedere ;
3. Charles VI (1685-1740), archiduc d'Autriche, empereur ;
4. Georges-Louis (1669-1705), landgrave de Hesse-Darmstadt ;
5. Johann Seifried (1644-1713), duc de Krumau, prince d'Eggenberg (de), frère du prince Johann Christian Ier (no 576) ;
6. Antoine-Florian (1656-1721), prince de Liechtenstein ;
7. Leopold Philipp (de) (1662-1698), prince Montecuccoli ;
8. Jan František (1643-1705), comte « Bruntálský z Vrbna (cs) » ((en allemand : Würben (de)-Freudenthal)) ;
9. Seyfried Christoph († 1698), comte Breuner d'Asparn, petit-neveu de Seyfried Christoph l'Ancien (no 400) ;
10. Maximilien (1638-1701), comte de Thun-Hohenstein ;
11. « Jiří Adam Ignác Bořita z Martinic (de) » (en allemand : Georg Adam von Martinitz (pl)) (1650-1714), comte de Martinitz-Borzita, vice-roi de Naples ;
12. Frédéric-Auguste Ier de Saxe (1670-1733), électeur de Saxe et roi de Pologne (« Auguste II »).

### 1698
1. Ferdinand Auguste Poppel (1655-1715), prince de Lobkowicz ;
2. Ottavio (dates inconnues), marquis Cavriani ;
3. Niccolò Placido Branciforte (en) (dates inconnues), prince de Pietrapercia ;
4. Johann Leopold Donat (1659-1724), prince Trautson (de), comte de Falkenstein ;
5. Karl Ernst (1661-1713), comte de Waldstein[91] ;
6. Leopold Ignaz Joseph (1660-1708), prince de Dietrichstein[92].

### 1699
1. Francis Taffe (en) (1639-1704), comte de Carlingfort ;
2. Côme Claude d'Ognies (1646-1709), comte de Coupigny ;
3. Václav Vojtěch († 1708), comte de Sternberg.

### 1700
1. Cesare d'Àvalos d’Aquino (1667-1729), huitième marquis de Pescara del Vasto (it), frère de Ferdinando Francesco d'Àvalos d'Aquino d'Aragona (no 495) ;
2. Guillaume de Melun (1670-1735), marquis de Richebourg, fils de Henri François Philippe (no 530) ;
3. Philippe Antoine (1650-1707), comte de Vertaing, premier prince de Rubempré, petit-fils de Philippe de Rubempré (no 358)[93] ;
4. Charles Emmanuel de Watteville (1656-1728), marquis de Conflans, fils de Jean Charles de Watteville (no 511)[94],[95] ;
5. Domenico Acquaviva d'Aragon (dates inconnues), comte de Conversano ;
6. Léopold-Philippe (1690-1754), duc d'Arenberg ;
7. Ferdinando Francesco Gravina Cruyllas Bonanno († 1736), quatrième prince de Palagonia (it)[96] ;
8. Ernst Friedrich (1670-1727), comte de Windisch-Graetz, fils du comte Gottlieb Amadeus (no 546) ;
9. Leopold Joseph (1653-1706), comte de Lamberg-Sprinzenstein (de)[97] ;
10. Leopold Mathias Sigismund (de) (1667-1711), comte de Lamberg (de), fils du prince Franz Joseph Ier (no 574) ;
11. Carlo Archinto (1669-1732), comte de Tainate ;
12. Charles Thomas de Lorraine (1670-1704), prince de Commercy et comte de Vaudémont.